# Physicians Committee for Responsible Medicine
Physicians Committee for Responsible Medicine (PCRM) är en amerikansk organisation som jobbar för minskat användande av djurförsök och en spridning av vegetarisk kost. Organisationen har 100 000 medlemmar varav 6 000 är läkare.